# A mackócsalád (televíziós sorozat, 2003)
A mackócsalád (eredeti cím: The Berenstain Bears) amerikai–kanadai televíziós rajzfilmsorozat, amelyet Stan Berenstain és Jan Berenstain alkotott. A Nelvana, az AGOGO és a PBS készítette, Gary Hurst rendezte. Amerikában a PBS Kids vetítette. Kanadában a Treehouse TV sugározta. Magyarországon az M2 tűzte műsorra.

## Ismertető
A mese Medveföldjén játszódik, ahol egy kedves négy tagú mackócsalád lakik. A család tagjai, Anyus, Apus és a két medvebocs, Tesó és Hugi.

## Szereplők
- Anyus – A gyerekmackók anyukája a családban.
- Apus – A gyerekmackók apukája a családban.
- Tesó – A fiúgyermekmackó, Hugi bátyja.
- Hugi – A lánygyermekmackó, Tesó huga.

## Epizódok

### 1. évad
1. Iskolai galiba / A fogorvosnál
2. Anyus új munkája / Markos Marci
3. Iskolakezdés / Egy hét a Nagyinál
4. Kalamajka / A pesztra
5. Tévémánia / A látszat néha csal
6. Pénzbajok / Csordaszellem
7. Mindenki egyért / Áldjuk a szerencsét
8. Ottalvós buli / Házi feladatos hajcihő
9. A tehetségkutató / A kísértetlakta világítótorony
10. A szülinapos bocs / A zöld szemű szörny
11. A mókus bébi / A kívánságcsillag
12. Medvehiszti / Barlangászás
13. Nassolás / Táborozás

### 2. évad
1. A felmentés / Medvemunka
2. Túl kicsi vagy a csapathoz / Az ugrókötél bajnokság
3. Rossz szokás / A tökverseny
4. Konkrét Kornél / Ha segítség kell
5. Nyelvbotlás / Semmittevés
6. Tükrös ház / Túlzsúfoltság
7. Vidámpark / A legjobb pecahely

## Magyar változat
A szinkront az MTVA megbízásából a(z)  készítette.
Magyar szöveg:
Hangmérnök:
Vágó:
Gyártásvezető:
Szinkronrendező:
Dalszöveg-író: Szalay Csongor
| Bácskai János   | Apus                      |
| Bertalan Ágnes  | Anyus                     |
| Bogdán Gergő    | Tesó                      |
| Kapácsy Miklós  | Medveföldi bácsi          |
| Pekár Adrienn   | Hugi                      |
| Szabó Zselyke   | Dörmögi Lizi              |
| Kökényessy Ági  | Dörmögi mama              |
| Bodrogi Attila  | Dörmögi Papa              |
| Maday Gábor     | A világítótorony szelleme |
| Joó Gábor       | Colos                     |
| Szokol Péter    | Motorcsónak vezető        |
| Pál Dániel Máté | ?                         |